# 阿韋納鎮區 (伊利諾伊州費耶特縣)
阿韋納鎮區（英語：Avena Township）是位於美國伊利諾伊州費耶特縣的一個行政鎮區。

## 地方資料
根據2010年美國人口普查的數據，阿韋納鎮區的面積為94.50平方千米，當中陸地面積為94.10平方千米，而水域面積為0.40平方千米。當地共有人口1956人，而人口密度為每平方千米20.7人。